# Prednisolona
La prednisolona és un metabòlit actiu de la prednisona

## Usos
És un fàrmac corticoesteroide predominantment glucocorticoide i de baixa activitat mineralocorticoide, que resulta útil per tractar un ampli rang d'inflamacions i trastorns propis de la malaltia autoimmune, tals com asma , artritis reumatoide, colitis ulcerosa, malaltia de Crohn (o enteritis regional ) raïms i lupus eritematós sistèmic .
També es pot utilitzar com a fàrmac immunosupressor en teràpia de trasplantament d'òrgans .
La "suspensió d'acetat de prednisolona oftàlmica" és un producte esteroide adrenocortical preparat com una "suspensió estèril oftàlmica, usada per reduir inflamacions, envermelliments, picor, reaccions al·lèrgiques, afectant a l'ull" .
Els corticoesteroides inhibeixen la resposta inflamatòria d'una varietat d'agents inciten la inflamació i, probablement retarden o disminueixen la curació. Inhibeixen: edemes, deposició de fibrina, dilatació capil·lar, migració de leucòcits, proliferació capil·lar i de fibroblasts, dipòsit de col·lagen, formació de cicatrius associades amb inflamació.
No hi ha una explicació acceptada del mecanisme d'acció dels corticoesteroides oculars. No obstant això, es pensa que actuen induint les proteïnes inhibidores de la fosfolipasa A2, anomenades col·lectivament lipocortines. S'ha postulat que aquestes proteïnes controlen la biosíntesi de potents mediadors de la inflamació com les prostaglandines i els leucotriens inhibint l'alliberament del precursor comú àcid araquidònic . Aquest àcid és alliberat pels fosfolípids de la membrana per mitjà de la fosfolipasa A 2 . Els corticoesteroides poden produir un increment de la pressió intraocular.
Sol usar-se en combinació amb la sulfacetamida

## Efectes secundaris possibles
Efectes secundaris possibles inclouen retenció de líquids de la cara (cara de lluna, síndrome de Cushing ), acne, restrenyiment, canvis d'humor . Hi pot haver efectes secundaris oculars.
Sistèmicament: posterior cataracta subcapsular & papiledema
Tòpic: PSC & glaucoma
Contraindicat en herpes